# 기시노촌
기시노촌(일본어: 岸野村)은 일본 나가노현 미나미사쿠군에 있던 촌이다. 현재의 사쿠시에 해당한다.

## 역사
- 1889년 4월 1일 - 정촌제 시행에 의해 2개 촌의 구역을 확장해 미나미사쿠군 기시노촌이 성립하였다
- 1954년 4월 1일 - 노자와정, 오사와촌, 마에야마촌과 신설합병해, 새로운 노자와정이 성립하여, 동일 사쿠라이촌은 폐지되었다.

## 교통

### 도로
- 국도 제142호선

## 참고문헌
- 角川日本地名大辞典 20 長野県